# Krešimir Račić

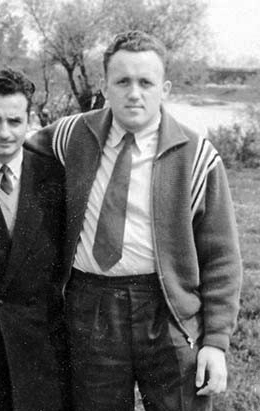
Krešimir Račić, ca. 1960

Krešimir „Krešo“ Račić (* 15. August 1932 in Karlovac; † 19. Juni 1994 in Zagreb) war ein jugoslawischer Hammerwerfer.
1954 kam er bei den Europameisterschaften in Bern auf den 18. Platz. Bei den Olympischen Spielen 1956 in Melbourne wurde er Sechster und bei den Europameisterschaften 1958 in Stockholm Zehnter.
1959 gewann er Bronze bei der Universiade und siegte bei den Mittelmeerspielen. Bei den Olympischen Spielen 1960 in Rom schied er in der Qualifikation aus.
Siebenmal wurde er Jugoslawischer Meister (1954, 1955, 1957, 1959, 1961, 1962, 1964). Seine persönliche Bestleistung von 63,89 m stellte er am 23. September 1960 in Athen auf.